# Família Urdaneta
Os Urdaneta são uma prestigiosa família militar sul-americana, sediada principalmente na Venezuela e na Colômbia, originária de Guipúzcoa, na Espanha.
A palavra Urdaneta é composta pelas palavras urdan e eta, que em basco significa "lugar do javali", e suas origens remontam a 1388, com o fidalgo Ximeno Urdaneta. A família tem dois ramos principais, o venezuelano — ao qual pertence o militar Rafael Urdaneta y Faría —, e o colombiano (o mais conhecido deles), embora também tenha um pequeno ramo no Uruguai — ao qual pertence Francisco Urdaneta.
O ramo colombiano é famoso porque um de seus membros foi presidente do país — Roberto Urdaneta — assim como Rafael Urdaneta, herói das guerras de independência. Também tem entre seus membros empresários, advogados, políticos e escritores. Também por causa de seus laços matrimoniais, os Urdaneta estão ligados a outras famílias poderosas, como os Holguín e os Caro.

## Membros
- Ximeno Urdaneta (século XIV): Chefe comum da família.
- Francisco Urdaneta y González (1791–1861): Militar uruguaio. Ocupou vários cargos públicos no Uruguai e Nova Granada. Primo de Rafael Urdaneta.

### Ramo venezuelano
- Miguel Gerónimo de Urdaneta Barrenechea (1754–1820): Político neo-grandino.
- Luis Urdaneta Farías (1768–1831). Militares venezuelano. Herói da Independência da Nova Granada e após a separação do Equador da Colômbia.
- Rafael Urdaneta y Farías (1788–1845): Militar venezuelano. Presidente da Grã-Colômbia entre 1830 e 1831.
- Amenodoro Urdaneta Vargas (1829–1905): Escritor colombiano. Filho de Rafael Urdaneta y Dolores Vargas París, irmã do militar Ignacio Vargas e sobrinha de Joaquín París Ricaurte.
- Rafael Guillermo Urdaneta Vargas (1823–1862): Militar venezuelano.
- Luciando Urdaneta Vargas (1825–1899): Engenheiro venezuelano.

### Ramo colombiano
- Roberto Urdaneta Girardotː Militar colombiano.
- Roberto Urdaneta Gómez, I (séculos XIX e XX): Militar colombiano. 7° e 29° Diretor da Polícia da Colômbia. Filho de Roberto Urdaneta Girardot; e neto de Francisco Urdaneta e de Louis Girardot; sobrinho de Atanasio Girardot.
- Alberto Urdaneta Urdaneta (1845–1887): Artista e jornalista polímata colombiano.
- Roberto Urdaneta Arbeláez (1890–1972): Político colombiano. 25° Presidente da Colômbia (1951–1953). Casou-se com Clemencia Holguín Caro, filha de Carlos Holguín Mallarino (4° Presidente da Colômbia) e Margarita Caro Tobar.
- José Pablo Leyva Urdaneta (1911–1962): Médico e político colombiano.
- Jorge Leyva Urdaneta (1912–1968): Político e economista colombiano. Irmão de José Pablo Leyva e pai dos políticos Álvaro e Jorge Leyva Durán.
- Roberto Urdaneta Gómez, II (nascido em 1955): Escritor suíço. Neto de Roberto Urdaneta Arbelaez.

### Presidentes da Colômbia
| Imagen   | Informação                                         | Início                | Final               |
| -------- | -------------------------------------------------- | --------------------- | ------------------- |
| sinmarco | Rafael Urdaneta y Faría (1788–1845)                | 4 de setembro de 1830 | 2 de maio de 1831   |
| sinmarco | Carlos Holguín Mallarino Sogro de Roberto Urdaneta | 7 de agosto de 1888   | 7 de agosto de 1892 |
| sinmarco | Roberto Urdaneta Arbeláez                          | 5 de novembro de 1951 | 13 de junho de 1953 |